# Jury (tidskrift)
Jury var en svensk tidskrift om kriminallitteratur, grundad av Bertil R. Widerberg 1972, som utkom med fyra nummer om året. 
Tidskriften upphörde i och med nummer 4/2008.